# Pilzmuseum Treffen

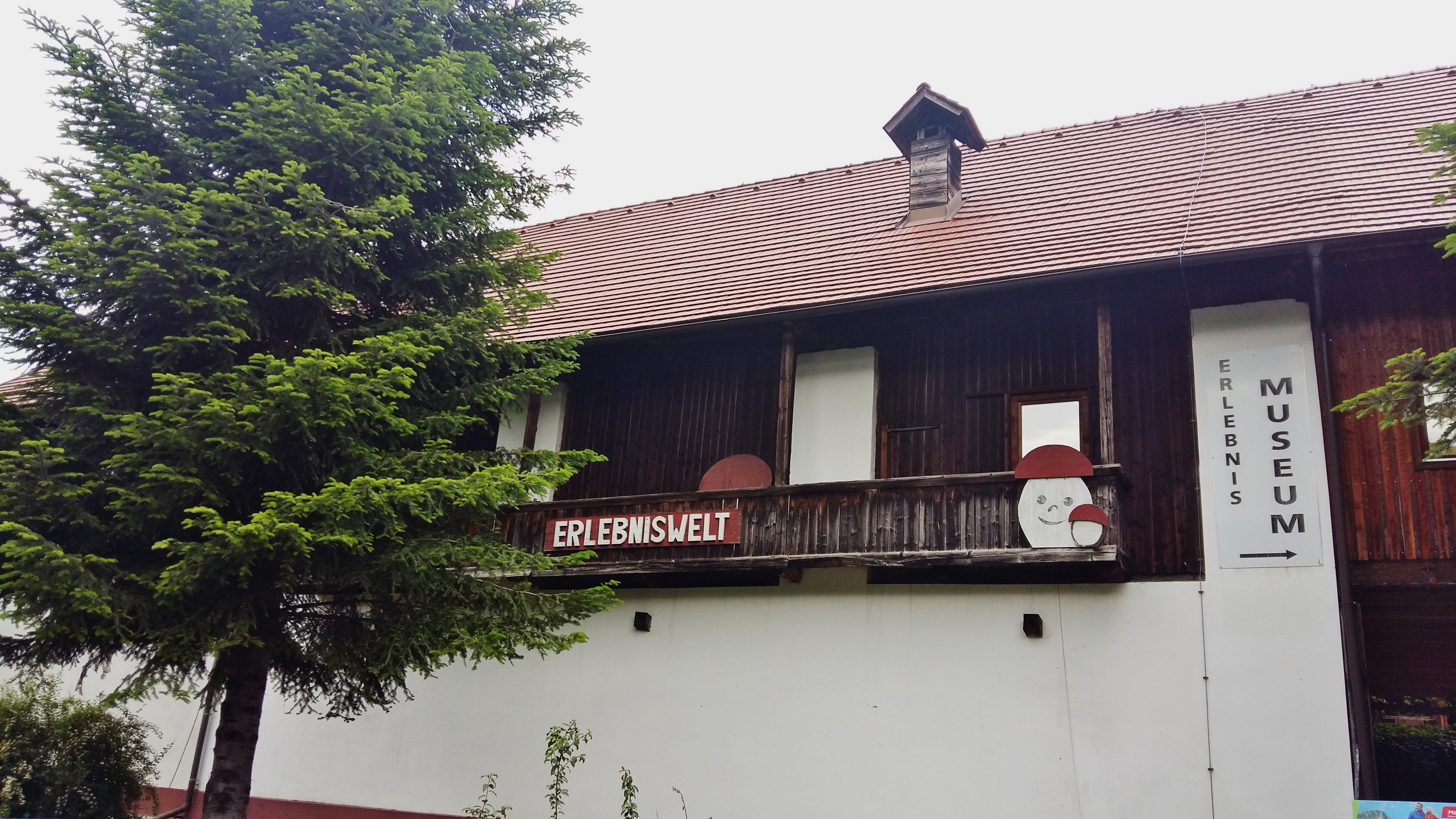
Pilzmuseum Treffen

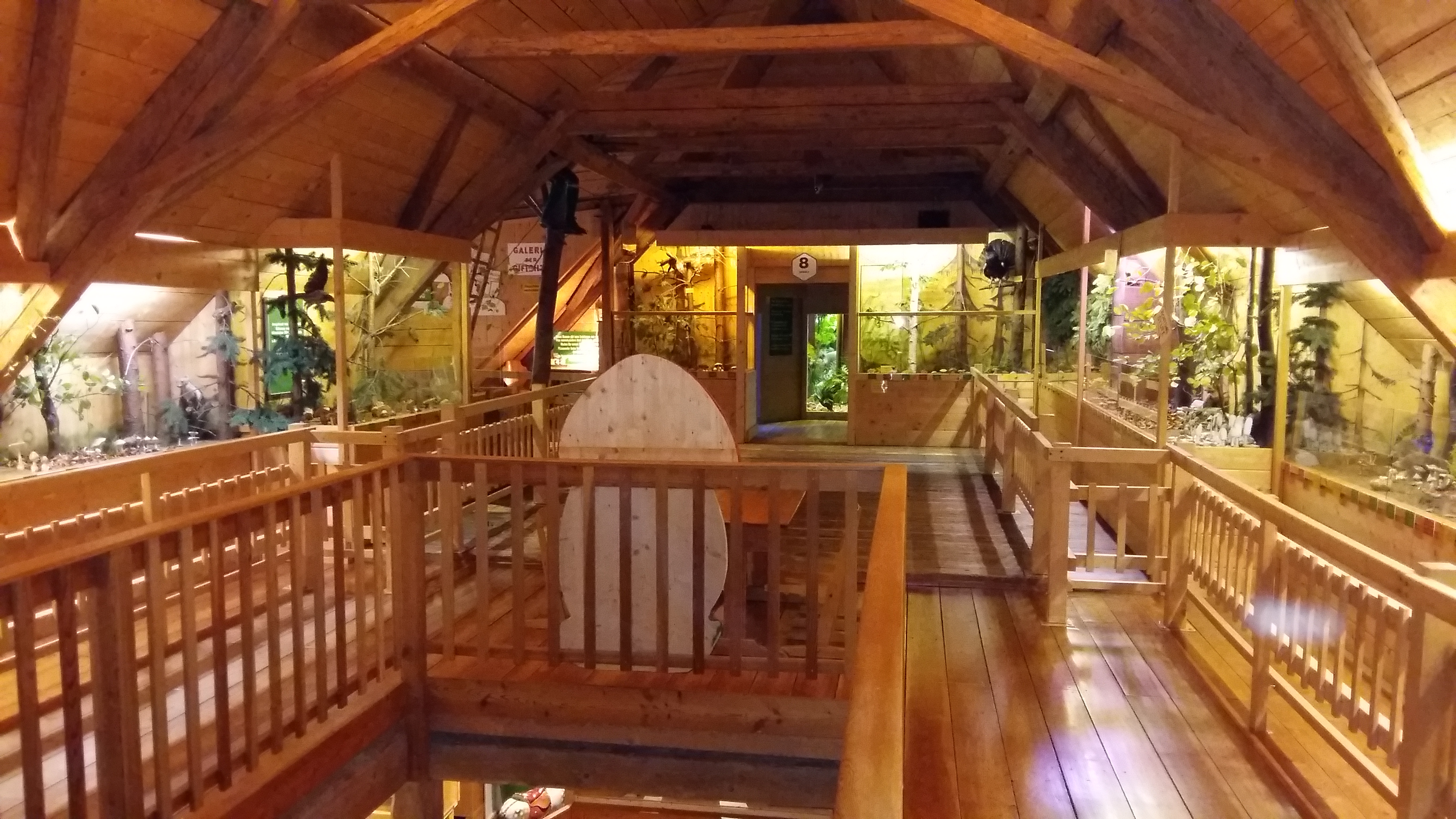
Teil des Lehrweges

Das Pilzmuseum Treffen ist das einzige Pilzmuseum Österreichs und befindet sich im Ortsteil Winklern der Marktgemeinde Treffen am Ossiacher See im Bundesland Kärnten.

## Pilzmuseum
Das seit 1991 bestehende Museum befindet sich in einem ehemaligen Stallgebäude mit rund 500 m² Ausstellungsfläche und bringt dem Besucher vor allem Basiswissen und den Lebensraum von Pilzen näher. Zum Museum gehören eine Infostelle, ein Fantasywald, eine Bergkristall- und Amethystenwelt, Einblicke in einen urzeitlichen heimischen Wald, ein Kurzfilm, ein Minikino, eine Kinderbastelecke und ein Sonderausstellungsraum für Künstler. Mittelpunkt des Museums ist der nach den vier Jahreszeiten gegliederte Lehrweg mit über 130 verschiedenen Arten von Pilzmodellen aus Zementmasse, die in etwa zwölfjähriger Bauzeit mit Zahnarztwerkzeug gefräst wurden.